# Такедда
Такедда — середньовічна місто-держава в оазі Сахелю, на території сучасного Нігеру.. Тривалий час була важливим торгівельним і культурним центром. У XIII ст. підкорена імперією Малі.

## Історія
Про місто є обмаль відомостей. Ймовірно, утворилося в ранньому Середньовіччі завдяки розвитку торгівельних шляхів. Засновниками вважають племена з берберської конфедерації санхаджа.
Спочатку було місцем перепочинку караванів, про що свідчить сама назва Такедда, що з берберської мови перекладається як «джерело». З часом навколо колодязів виникло поселення, що згодом переросло в місто.

Середньовічні транссахарські торгові шляхи, що проходили через Такедду. Золотоносні регіони позначені світло-коричневим кольором.

Засновано одним з берберських племен, що згодом стало відоме як туареги. Нарівні з Тагазою, Тімбукту, Дженне і Газаргам була важливим посередницьким центром на транссахарських торгових шляхах (між внутрішніми районами Нігеру та Магрибом та між Гао та Феццаном).
Також з XIV по XV ст. було важливим ісламським центром в центральному Судані.
Місто відвідав Ібн Баттута в 1353 році, повертаючись з Малі до Марокко.
З кінця XIII століття перебував під контролем імперії Малі. При мансі Муси I в Такедді відбулося туарезьке повстання, яке було придушене.
Заснування Агадесу близько 1449 року призвело до конкуренції між двома містами. У другій половині XV століття Такедда зазнала нападу і повністю знищена султанатом Агадес. Мешканці перебралися до Інгали, за 80 км на південь.

## Територія
Розташовувалася в оазі на заході нагір'я Аїр.

## Економіка
Окрім торгівлі важливе значення мали мідні копальні. Міддю, яку цінували вище за золото, Таккеда переважно торгувала з Малі, Канемом (потім Борну), державами хауса. Французький археолог Данило Гребенарь розкопав місцезнаходження і вивчив значення цієї стародавньої кольорової металургії. За даними радіовуглецевого аналізу мідь тут обробляли вже у I тис. до н. е.